# Les Préludes
Les Préludes (deutsch „Die Vorspiele“) ist eine zwischen 1848 und 1854 entstandene sinfonische Dichtung von Franz Liszt.

## Das Werk
Liszt hatte sich von der klassischen viersätzigen Sonaten- bzw. Symphonie-Form gelöst und wählte in Anlehnung an Hector Berlioz eine programmatische einsätzige Form, die er ganz ähnlich auch bei seinen explizit nicht programmatischen Klavierkonzerten anwandte. In einem später vorangestellten Programm weist Liszt auf die Méditations poétiques von Alphonse de Lamartine hin, die aus insgesamt etwa 30 Gedichten bestehen; dieser Bezug soll die Grundstimmung wiedergeben. Liszt sieht die Phasen des Lebens als Vorspiele (Préludes) zur Melodie des Todes. Diese Phasen des Lebens sind Kämpfe und Stürme, Liebesglück und Schmerz, Trost, Erleben der Natur.
Trotz der Gegensätze dieser Stimmungen, die sich in Les Préludes widerspiegeln, ist das Werk von großer Geschlossenheit. Es beginnt mit einer wehmütigen Melodie, aus der sich das erste stürmische Hauptthema entwickelt, das über einen pastoralen Teil in das zweite Thema übergeht. Diese beiden Themen werden in gleitend wechselnden Stimmungen fortentwickelt. In einer Steigerung mündet das ursprüngliche Thema in das erste Hauptthema als majestätische, glanzvolle Fanfare.
Franz Liszt stellte diesem Werk folgenden Text voran:

„Was anderes ist unser Leben, als eine Reihenfolge von Präludien zu jenem unbekannten Gesang, dessen erste und feierliche Note der Tod anstimmt? […] Dennoch trägt der Mann nicht lang die wohlige Ruhe inmitten besänftigender Naturstimmungen, und »wenn der Drommete Sturmsignal« ertönt, eilt er, wie immer der Krieg heißen möge, der ihn in die Reihe der Streitenden ruft, auf den gefahrvollsten Posten, um im Gedränge des Kampfes wieder zum ganzen Bewusstwerden seiner selbst und in den vollen Besitz seiner Kraft zu kommen.“

Seit dem Beginn des Deutsch-Sowjetischen Krieges im Zweiten Weltkrieg wurde das Hauptthema als Erkennungsmelodie für den Wehrmachtbericht in Rundfunk und den Wochenschauen verwendet und war auch als Siegesfanfare vorgesehen (siehe Russland-Fanfare). In dieser Fassung ist das Thema auch in Stockhausens Oper Montag zu hören, und zwar in Luzifers Zorn.